# 14 agosto
Il 14 agosto è il 226º giorno del calendario gregoriano (il 227º negli anni bisestili). Mancano 139 giorni alla fine dell'anno.

## Eventi
- 1183 – Guerra Genpei: Taira no Munemori e il suo clan sequestrano l'imperatore Antoku e le tre insegne imperiali del Giappone portandoli con loro nella loro fuga verso ovest dal Clan Minamoto
- 1385 – I castigliani vengono sconfitti dai portoghesi nella battaglia di Aljubarrota
- 1415 – I portoghesi, guidati dal principe Enrico il Navigatore, conquistano la città di Ceuta
- 1480 – I Turchi conquistano le sponde del Salento con la battaglia di Otranto
- 1598 – Gli irlandesi, comandati da Hugh O'Neill, conte di Tyrone, distruggono le forze inglesi nella battaglia di Yellow Ford
- 1730 – Furto delle Sacre Particole nella Basilica di San Francesco a Siena
- 1814 – Convenzione di Moss che decreta il cessate il fuoco tra norvegesi e svedesi durante i Moti d'indipendenza norvegesi
- 1842 – Finisce la Seconda guerra Seminole, gli indiani Seminole vengono scacciati dalla Florida all'Oklahoma
- 1848 – Viene organizzato il Territorio dell'Oregon tramite un atto del Congresso degli Stati Uniti
- 1861 – Massacro di Pontelandolfo e Casalduni operato per rappresaglia dal neonato Esercito Italiano
- 1892 – Filippo Turati e Guido Albertelli fondano il Partito dei Lavoratori Italiani (futuro PSI), primo partito in senso moderno in Italia
- 1896 – Nello Yukon viene scoperto l'oro
- 1900 – Pechino viene occupata da una forza congiunta europeo-giapponese-statunitense durante la campagna per porre fine alla Ribellione dei Boxer in Cina
- 1901 – Primo volo di Gustave Whitehead sul suo Number 21
- 1912 – I Marines degli Stati Uniti invadono il Nicaragua
- 1920 – Si aprono ad Anversa i Giochi della VII Olimpiade, i primi con il giuramento olimpico e con la bandiera olimpica
- 1921 – Un violento terremoto distrugge Massaua, nella Colonia eritrea
- 1933 – Dei boscaioli provocano un incendio nel Coast Range dell'Oregon: verrà estinto il 5 settembre, dopo aver distrutto 970 km² di superficie
- 1935 – Negli Stati Uniti d'America diventa legge l'Atto sulla previdenza sociale
- 1941
  - Seconda guerra mondiale – Winston Churchill e Franklin Delano Roosevelt firmano lo "Statuto atlantico di guerra", dichiarando gli intenti per il dopoguerra
  - Massimiliano Kolbe muore nel bunker della fame ad Auschwitz dopo essersi offerto volontario al posto di un altro prigioniero
- 1945 – Seconda guerra mondiale: l'Impero giapponese si arrende a seguito dell'invasione sovietica della Manciuria e del Bombardamento atomico di Hiroshima e Nagasaki da parte degli statunitensi
- 1947 – India e Pakistan ottengono l'indipendenza dal Regno Unito a mezzanotte; il Pakistan commemora l'evento il 14 agosto, l'India il giorno successivo
- 1962 – Il gruppo di scavo francese e quello italiano si incontrano a metà strada durante la costruzione del traforo del Monte Bianco
- 1967 – Nel Regno Unito entra in vigore una legge che costringe alla chiusura di molte stazioni radio offshore: la legge innescherà una campagna per la legalizzazione delle radio commerciali che permetterà agli ascoltatori di scegliere stazioni radio in inglese diverse dalla BBC e porterà inoltre al rilassamento ed al rinnovamento delle trasmissioni della radio di Stato
- 1969 – Truppe britanniche vengono schierate in Irlanda del Nord
- 1971 – Il Bahrein dichiara l'indipendenza dal Regno Unito
- 1980 – Lech Wałęsa guida gli scioperi nei cantieri navali di Danzica, in Polonia
- 1990 – Il Liechtenstein entra a far parte delle Nazioni Unite
- 2003 – Un blackout di ampie proporzioni si verifica nel nordest degli Stati Uniti d'America ed in Canada
- 2005
  - Il governo israeliano dispone l'evacuazione della popolazione israeliana dalla Striscia di Gaza e lo smantellamento delle colonie ivi costruite
  - Incidente aereo nei cieli della Grecia del Volo Helios Airways 522
- 2006 – Terminano le ostilità tra Israele e Libano: la tregua voluta dalla Comunità internazionale pone fine ad un mese di guerra, iniziato con il rapimento da parte dei miliziani Hezbollah di due soldati israeliani e con la violenta reazione di Israele

## Nati
Ci sono circa 1 130 voci su persone nate il 14 agosto; vedi la pagina Nati il 14 agosto per un elenco descrittivo o la categoria Nati il 14 agosto per un indice alfabetico.

## Morti
Ci sono circa 500 voci su persone morte il 14 agosto; vedi la pagina Morti il 14 agosto per un elenco descrittivo o la categoria Morti il 14 agosto per un indice alfabetico.

## Feste e ricorrenze

### Civili
Nazionali:
- Pakistan – Giorno dell'indipendenza

### Religiose
Cristianesimo:
- Vigilia dell'Assunzione della Vergine Maria (messa tridentina)
- San Massimiliano Maria Kolbe, sacerdote e martire
- Sant'Arnolfo di Soissons, vescovo
- Santi Domenico Ibáñez de Erquicia e San Francesco Shoyemon, martiri domenicani
- San Eusebio di Roma, prete
- San Fachtna di Ross, vescovo irlandese
- San Marcello di Apamea, vescovo e martire
- Santi Martiri di Otranto
- Sant'Ursicino dell'Illirico, martire
- Beata Maria Elisabetta Renzi, vergine e fondatrice delle Maestre pie dell'Addolorata
- Beato Felice Yuste Cava, sacerdote e martire
- Beato Guglielmo da Parma, laico mercedario
- Beato José García Librán, sacerdote e martire
- Beato Lorenzo da Fermo (o da Fabriano o della Verna)
- Beato Sante da Urbino, francescano
- Beato Vincenzo Rubiols Castellò, sacerdote e martire